# Conus adamsonii
Conus adamsonii is een in zee levende slakkensoort uit het geslacht Conus. De slak behoort tot de familie Conidae. Conus adamsonii werd in 1836 beschreven door Broderip.
Net zoals alle soorten binnen het geslacht Conus zijn deze slakken roofzuchtig en giftig. Zij bezitten een harpoenachtige structuur waarmee ze hun prooi kunnen steken en verlammen.